# Alex Konanykhin
Alex Konanykhin (ros. Александр Павлович Конаныхин, Aleksandr Pawłowicz Konanychin; ur. 25 września 1966 w Ostaszkowie) – rosyjski przedsiębiorca od 1992 r. mieszkający na stałe w Stanach Zjednoczonych, właściciel m.in. holdingu KMGi Group.

## Życiorys
Urodził się 25 września 1966 r. w Ostaszkowie. Studiował w Moskiewskim Instytucie Fizyki i Technologii, ale został relegowany za zakładanie spółek rozwijających działalność gospodarczą. Na fali ożywienia gospodarczego w czasach pierestrojki stworzył różne firmy, m.in. firmę budowlaną, i według własnej relacji przed ukończeniem 25 lat posiadał ok. 100 spółek wartych 300 mln dolarów amerykańskich. W 1991 r. uruchomił pierwszy rosyjski bank, któremu rosyjskie władze przyznały licencję na obrót walutami.
Już w 1992 r. przeprowadził się z żoną do Stanów Zjednoczonych, gdyż – jak sam twierdził – był naciskany przez mafię i oficerów KGB, a także porwany dla wymuszenia współpracy. W 1996 r. był w Stanach Zjednoczonych obiektem śledztwa w sprawie o zafałszowanie informacji o zatrudnieniu we wniosku o przedłużeniu wizy, co było rozwinięciem sprawy prowadzonej na wniosek władz rosyjskich, które oskarżały go o zdefraudowanie 8 mln dolarów amerykańskich z prowadzonego przez niego moskiewskiego banku i ucieczkę z Rosji. Sprawa ciągnęła się aż do połowy lat 2000., kiedy ponownie został aresztowany w Stanach Zjednoczonych, ale ostatecznie zarzuty wycofano. Przez ten okres dwukrotnie uzyskał od Stanów Zjednoczonych azyl, a z czasem prawo stałego pobytu.
W USA prowadzi swój holding KMGi Group, obejmujący osiem spółek wyspecjalizowanych w świadczeniu usług cyfrowych, a także jest właścicielem studia produkcyjnego i agencji public relations. Znalazł się także (m.in. z Steve’em Wozniakiem) wśród założycieli programu Unicorn Hunters, który prezentuje interesujące start-upy w programie telewizyjnym.
Po agresji rosyjskiej na Ukrainę w 2022 r. wyznaczył 1 mln dolarów amerykańskich nagrody za zatrzymanie i aresztowanie Władimira Putina z powodu popełnionych na Ukrainie zbrodni wojennych.